# 석성초등학교 (경기)
석성초등학교는 대한민국 경기도 용인시에 있는 공립 초등학교이다.

## 학교 연혁
- 2005. 12. 26 석성초등학교 설립 인가(경기도조례 제3460호)
- 2006. 03. 01 석성초등학교 개교(초등6, 특수1, 유치원 2학급)
- 2006. 03. 01 초대 허용무 교장 취임
- 2006. 03. 02 2006학년도 개학식 및 입학식
- 2007. 02. 14 제1회 졸업식(남 69명, 여 59명 합계 128명)
- 2007. 03. 02 29학급 편성(일반28, 특수1, 유치원 2학급)
- 2008. 02. 14 제2회 졸업식 (173명 / 졸업 누계: 301명)
- 2008. 03. 05 32학급 편성(일반 31, 특수1, 유치원 2학급)
- 2009. 02. 13 제3회 졸업식(197명 / 졸업 누계: 498명)
- 2009. 03. 02 36학급 편성(일반 35, 특수 1, 유치원 2학급)
- 2009. 03. 17 37학급 편성(일반 36, 특수 1, 유치원 2학급)
- 2010. 02. 11 제4회 졸업식(192명 / 졸업 누계: 690명)
- 2010. 03. 02 37학급 편성(일반 36, 특수 1,유치원 2학급)
- 2011. 02. 17 제5회 졸업식(214명 / 졸업 누계: 904명)
- 2011. 03. 01 오세진 교장선생님 취임
- 2011. 03. 02 38학급 편성(일반 37, 특수 1, 유치원 2학급)
- 2012. 02. 17 제6회 졸업식(228명 / 졸업 누계: 1,132명)
- 2012. 03. 02 39학급 편성(일반 38, 특수1, 유치원 2학급)
- 2013. 02. 19 제7회 졸업식(241명 / 졸업 누계: 1.373명)
- 2013. 03. 04 39학급 편성(일반 38, 특수1, 유치원 2학급)
- 2014. 02. 14 제8회 졸업식(210명/ 졸업 누계: 1,583명)
- 2014. 03. 01 유승림 교장선생님 취임
- 2014. 03. 03 42학급 편성(일반 41, 특수1, 유치원 2학급)
- 2015. 02. 13 제9회 졸업식(179명 / 졸업 누계: 1,762명)
- 2015. 03. 02 43학급 편성(일반42, 특수1, 유치원2학급)
- 2015. 10. 1  급식 메뉴 신청함 최초로 설치
- 2017.3.1 김용언 교장선생님 취임

## 참고 자료
- 석성초등학교 - 한국교육학술정보원 학교알리미